# Шиловка (приток Иши)
Шиловка — река в Республике Алтай России. Устье реки находится в 135 км по правому берегу реки Иша. Длина реки составляет 10 км. Приток — Узлек.

## Данные водного реестра
По данным государственного водного реестра России относится к Верхнеобскому бассейновому округу, водохозяйственный участок реки — Катунь, речной подбассейн реки — Бия и Катунь. Речной бассейн реки — (Верхняя) Обь до впадения Иртыша.